# Pont Armand-Lachaîne
Le pont Armand-Lachaîne, anciennement connu sous le nom de pont Chute-Victoria, est un pont couvert franchissant la rivière Kiamika à Chute-Saint-Philippe au Québec (Canada). Ce pont a été construit en 1906 sur l'ancien chemin Gouin qui reliait Nominingue et Ferme-Neuve pour permettre la colonisation des Laurentides. Le pont a été cité comme immeuble et site patrimonial par la municipalité de Chute-Saint-Philippe en 2021.

## Historique
Le pont Armand-Lachaîne a été construit en 1906 par Félix Tisserand, un immigrant français arrivé dans la région en 1902. Il permettait un franchissement plus aisé de la rivière Kiamika pour le chemin Gouin, un chemin de colonisation du début du XXe siècle reliant Nominingue à Ferme-Neuve. 
Au cours des années, il a connu quelques modifications, comme l'ajout d'ouvertures supplémentaires dans le lambris et l'ajout d'un pilier central. Il a été cité par la municipalité de Chute-Saint-Philippe le 16 novembre 2021 à la fois comme immeuble et site patrimonial. 